# Jaffar Jabbarly (metropolitana di Baku)
Jaffar Jabbarly è una stazione della Linea 2 della Metropolitana di Baku.
È stata inaugurata il 27 ottobre 1993 e rappresenta la stazione di interscambio con la Linea 1.